# Héctor José Cámpora
Héctor José Cámpora (Mercedes, 26 marzo 1909 – Cuernavaca, 18 dicembre 1980) è stato un politico argentino, presidente dell'Argentina dal 25 maggio al 14 luglio 1973.
Esponente dell'ala sinistra del Partito Giustizialista e vicino ai movimenti giovanili che all'inizio degli anni settanta si erano avvicinati al peronismo, era soprannominato el Tío (lo zio) per via della sua vicinanza a Juan Domingo Perón.

## Biografia
Nato da una famiglia di origine ligure, dopo la laurea in odontoiatria esercitò la professione nella sua cittadina natale salvo poi trasferirsi nel villaggio di San Andrés de Giles. Nel 1944 conobbe Juan Domingo Perón. Nel 1948 Cámpora formò una coalizione di radicali e laburisti che gli permise di essere eletto alla Camera dei deputati, istituzione di cui ricoprì la presidenza sino al 1952. Nel 1953 fu nominato ambasciatore plenipotenziario in diciassette paesi.
Dopo il golpe militare del 1955 che depose Perón, Cámpora fu arrestato con l'accusa di corruzione ed appropriazione indebita. Riuscito ad evadere in maniera rocambolesca dal carcere di Ushuaia andò in esilio in Cile. Tornato in Argentina dopo tre anni visse ai margini della vita politica a causa della proscrizione che i militari avevano imposto al movimento peronista. 
Nel 1971 fu designato come proprio delegato personale dallo stesso Perón e riorganizzò il movimento peronista e in particolare la sua parte giovanile, la Gioventù Peronista.

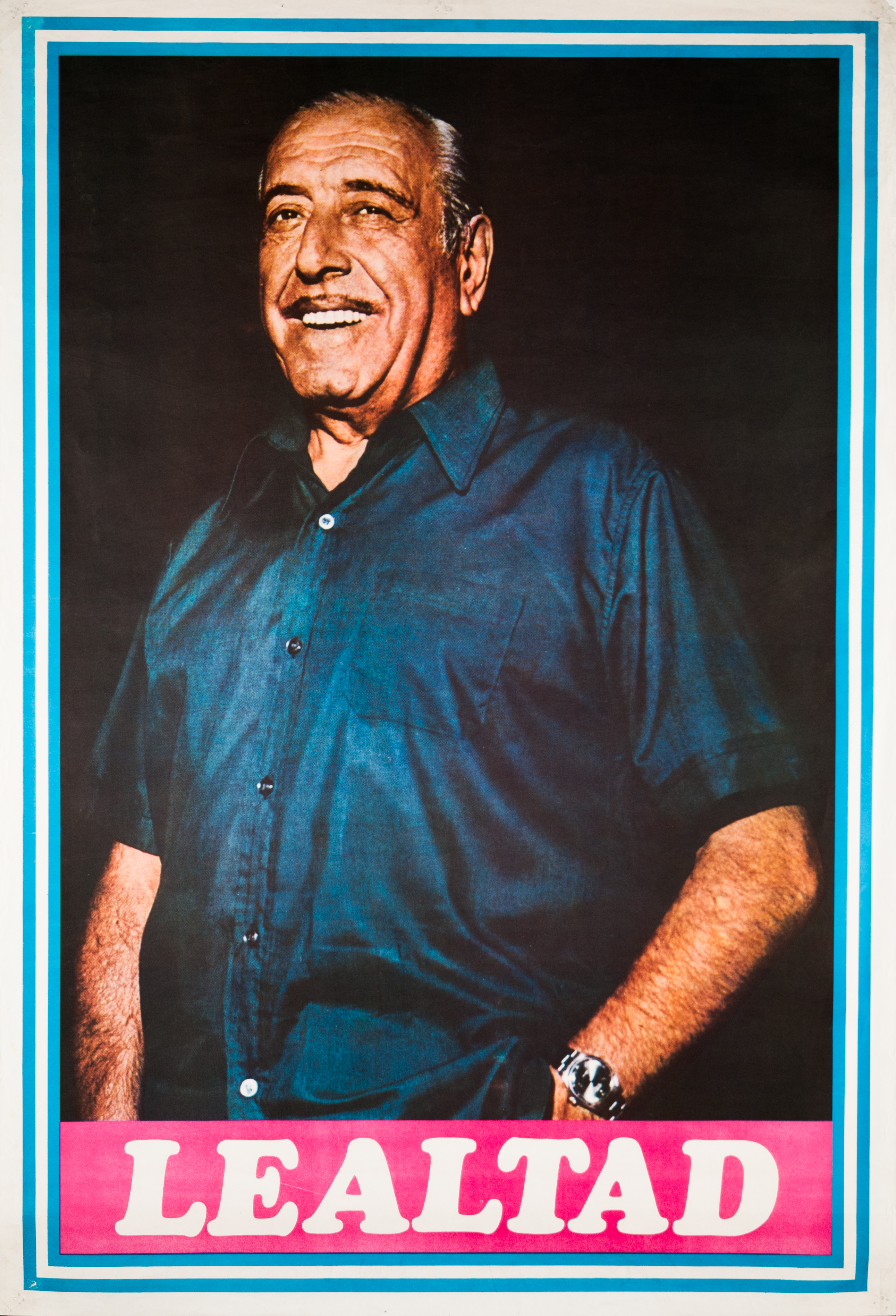
Héctor José Cámpora

Cámpora organizzò quindi la coalizione per le elezioni dell'11 marzo 1973, dove fu ammesso il Partito Giustizialista ma non Perón, escluso da una clausola voluta appositamente dalla giunta militare. Candidatosi in tandem con Vicente Solano Lima, fu eletto con il 49.6% dei voti sconfiggendo il radicale Ricardo Balbín. Il 25 maggio 1973 Cámpora entrò ufficialmente in carica. Presenti alla cerimonia inaugurale il presidente cileno Salvador Allende e quello cubano Osvaldo Dorticós Torrado. La notte stessa il nuovo governo di Cámpora approvò una legge per liberare i prigionieri politici incarcerati dalla dittatura. Tre giorni dopo l'Argentina ristabilì le relazioni diplomatiche con Cuba. Il gabinetto formato dal neopresidente riassumeva perfettamente la complessità e le differenze contenute all'interno del movimento peronista. Il dicastero dell'Economia, affidato a José Ber Gelbard, un industriale di posizioni comuniste già presidente della CGE, che cercò di stabilire un "patto sociale" tra i lavoratori della CGT e la "borghesia nazionale", includendo un blocco dei prezzi e diffusi aumenti salariali. Il ministero del Benessere Sociale venne affidato invece al segretario personale di Perón, José López Rega, esponente dell'ala destra del peronismo e membro della loggia massonica P2.
Durante i primi mesi di governo Cámpora dovette affrontare centinaia di conflitti sociali, scioperi e occupazioni di fabbriche. I movimenti rivoluzionari di sinistra avevano però sospeso temporaneamente la lotta armata per unirsi al processo di democrazia partecipativa, cosa che creò allarme negli apparati del peronismo di destra.
Le tendenze filo-rivoluzionarie di Cámpora lo posero ben presto contro la potente ed influente ala destra del peronismo. Quando Perón tornò in Argentina il 20 giugno 1973, il suo aereo dovette essere reindirizzato in una base aeronautica di Morón a causa degli scontri tra le due fazioni peroniste, quella di destra e quella di sinistra, che si erano ammassate per salutare il suo arrivo all'aeroporto Internazionale di Ezeiza. Questo evento, noto come il massacro di Ezeiza, lasciò 13 morti e più di 300 feriti.
Infine, il 13 luglio 1973, Cámpora fu costretto a dimettersi per permettere a Perón di tornare alla presidenza, con il partito giustizialista che nominò al suo posto come presidente ad interim Lastiri   Nuove elezioni si tennero il 23 settembre, dodici giorni dopo il colpo di stato in Cile che rovesciò Allende. Cámpora fu poi designato come ambasciatore argentino in Messico.
Dopo le consultazioni del 23 settembre 1973 che videro la rielezione di Perón, questi lo nominò ambasciatore in Messico. Dopo la morte del suo vecchio leader, durante la presidenza di Isabelita Perón, fu espulso dal Partito Giustizialista.
Durante il golpe militare del 1976 scampò ad un tentativo di assassinio e si rifugiò nell'ambasciata messicana a Buenos Aires. Vi rimase per i tre anni successivi, fin quando, gravemente malato, gli fu permesso di rifugiarsi in Messico, dove morì poco dopo a causa di un tumore alla laringe. I suoi resti furono rimpatriati nel 1991 e sepolti nel cimitero di San Andrés de Giles.

## Omaggi
Un'importante autostrada di Buenos Aires è stata intitolata a Cámpora. Uno dei principali movimenti giovanili del kirchnerismo, La Cámpora
appunto, prende il nome dall'ex-presidente.